# Удс Крос
Удс Крос (на английски: Woods Cross) е град в окръг Дейвис, щата Юта, САЩ. Удс Крос е с население от 6419 жители (2000) и обща площ от 9,3 km². Намира се на 1334 m надморска височина. ЗИП кодът му е 84010, 84087, а телефонният му код е 801.